# PTA新聞
PTA新聞（PTAしんぶん）とは、小中高校などの保護者が発行する学校公認の新聞であり、PTA会報、PTA広報紙などとも呼ばれる。

## 沿革
太平洋戦争終戦直後、日本を占領したGHQの指導でPTA活動が各地に広がった。
PTA新聞作りは、児童・生徒と教師、保護者をつなぐ媒体として広まった。
新聞を授業の材料として活用することに熱心な教師たちの集まり「全国新聞教育研究協議会（略称・全新研）が毎日新聞社とともに主催している全国小・中学校・PTA新聞コンクールが始まったのは、1951（昭和26）年のことだ。同コンクールは2008年度、第58回を迎える。